# Герб гмины Непорент
Герб гмины Непорент (пол. Herb gminy Nieporęt) — официальный символ гмины Непорент, расположенной в Мазовецком воеводстве Польши.

## Описание
На гербе гмины находится золотая ладья с парусом в форме буквы «N» на синем поле.
Оригинальный текст (пол.)Na herbie gminy znajduje się złota łódź z żaglem w kształcie litery „N” na niebieskim polu.— Gmina Nieporęt — Serwis informacyjny
Ладья символизирует рыбацкие традиции местности и расположение вблизи Зегжинского озера. Стилизованный N-образный парус указывает на название гмины и её центра — Непорента (пол. Nieporęt).
Сноп зерна на носу ладьи заимствован из герба династии Васа, правители которой владели данной местностью. Коронованный щит с гербом указывает, что Непорент был собственностью польских королей.
Официальные цвета герба — золотой и темно-сапфировый.
Герб был утверждён в 2004 году.